# Товариство охорони природи в Ізраїлі
Товариство охорони природи в Ізраїлі (івр. החברה להגנת הטבע — HaHevra LeHaganat HaTeva; англ. The Society for the Protection of Nature in Israel, — міжнародна абревіатура SPNI) — неприбуткова природоохоронна організація в Ізраїлі, що працює над збереженням флори, фауни та природних екосистем, що складають біорізноманіття країни, через охорону території та джерел води, необхідних для них.
Найбільша та найстаріша прородоохоронна організація країни, подібна до організації Клуб Сьєрра, США.

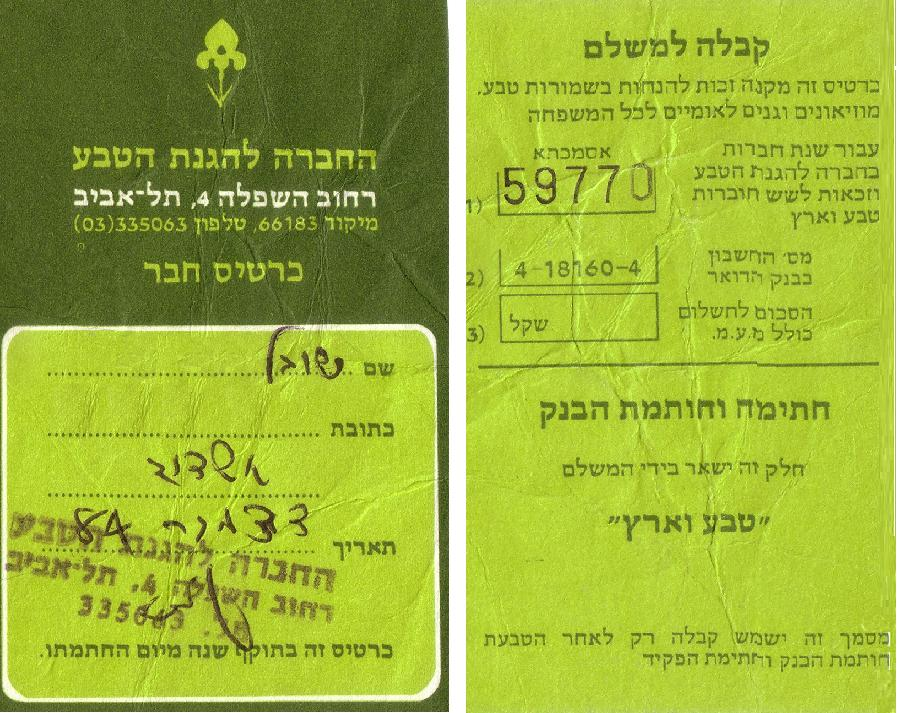
Картка члена товариства (1984)